# جيرار لوروا
جيرار لوروا (بالفرنسية: Gérard Leroy)‏ (23 أغسطس 1935 لوريان فرنسا - ) هو لاعب كرة قدم فرنسي، يلعب كلاعب وسط.

## وصلات خارجية
- جيرار لوروا على موقع قاعدة بيانات كرة القدم.إي يو (الإنجليزية)
- جيرار لوروا على موقع عالم كرة القدم.نت (الإنجليزية)